# ناطورة
قرية ناطورة هي إحدى القرى التابعة لمركز كفر صقر في محافظة الشرقية في جمهورية مصر العربية. حسب إحصاءات سنة 2006، بلغ إجمالي السكان في ناطورة 10113 نسمة، منهم 5010 رجل و5103 امرأة.